# Phenacoscorpius longilineatus
Phenacoscorpius longilineatus is een straalvinnige vissensoort uit de familie van de schorpioenvissen (Scorpaenidae). De wetenschappelijke naam van de soort is voor het eerst geldig gepubliceerd in 2012 door Motomura, Causee & Struthers.